# Тиери Фландърски
Тиери Фландърски (на латински:Theodoricus de Flandria, на френски: Tyerri de Flandres) е фламандски рицар, участник в Четвъртия кръстоносен поход

Тиери е незконен син на граф Филип I Фландърски и първи братовчед на Балдуин Фландърски, чиято майка Маргарет е сестра на Филип. Предвид това, в свои официални документи Балдуин винаги е назовавал Филип "моя чичо„. Тиери няма официална титла и е наричан просто “синът на граф Филип". Дядо му - Дитрих Елзаски, на който е кръстен, е изтъкнат кръстоносец, а баща му - Филип умира при обсадата на Акра по време на Третия кръстоносен поход

Следвайки своя братовчед Балдуин, през 1202 г. Тиери се присъединява към Четвъртия кръстоносен поход и е един от командирите на фламандския флот, заедно с Жан II дьо Нел и Никола дьо Майи. Флотът отплава през лятото на 1202г., атакува един неназован град на африканското крайбрежие и презимува в Марсилия. По време на престоя си в Марсилия, Тиери се жени за дъщерята на Исак Комнин Кипърски - Беатрис. Той е нейният втори съпруг, след като бракът на Беатрис с Раймонд VI Тулузки се проваля. Вероятно принцесата се е надявала да възстанови наследството си по време на кръстоносния поход. В Марсилия флотът получава новини за планираното нападение срещу Константинопол и Балдуин Фландърски заповядва на своя братовчед да се срещне с него при Метони. Пренебрегвайки тази заповед, Тиери отплава директно към Палестина.

По пътя за Светите Земи фламандският флот спира в Кипър, където Тиери уповавайки се на рицарите си иска от кипърския крал Емери дьо Лузинян да му предаде кралството от името на съпругата си Беатрис. Емери отказва и му заповядва да напусне Кипър, след което Тиери отива в Киликийска Армения и се поставя в служба на цар Левон I, тъй като по това време Емери е владетел на Йерусалимското царство. Киликия е родина на майката на Беатрис, която е дъщеря на арменския принц Торос II от династията на Рубенидите.

През 1204 г. след коронацията на Балдуин I като император на Латинската империя, Тиери и неговата съпруга заминават за Константинопол, заедно с неговия спътник Никола дьо Майи и други рицари от Светите земи. През юли или август 1207г. император Хенрих изпраща Тиери, братовчед му Йосташ Фландърски и Ансо дьо Кайо на поход срещу българите в района на Адрианопол.Този епизод, отразен в хрониката на Вилардуен е последното споменаване на Тиери Фландърски.